# Случ (міні-футбольний клуб)
«Случ» — колишній Український футзальний клуб з міста Рівне, учасник чемпіонату України з футзалу з 1993 по 2000 роки.

## Хронологія назв
- 1993–2001: «Случ» (Рівне)
- 2001–2010: МФК «Рівне» (Рівне)
- 2010–...: МФК «Рівне-ДЮСШ-4» (Рівне)

## Історія
Перші кроки рівненської команди у футзалі зроблено 1989 року: місцева команда брала участь у відбіркових матчах турніру «Честь марки» на призи газети «Комсомольська правда», що проходили в Запоріжжі, а потім виступала у фінальному турнірі в дагестанському Хасав'юрті, представляючи Рівненський домобудівний комбінат. У 1991 році команда також взяла участь в турнірі, що проходив у Кишиневі і організованому компанією «Агроімпекс».
Перший офіційний матч «Случа» відбувся 31 березня 1993 року: рівненський клуб стартував у розіграші Кубка України, зігравши в Славуті проти місцевої команди. Восени «Случ» стартував у першій лізі чемпіонату України і за підсумками турніру посів перше місце, отримавши право участі у вищій лізі.
У вищій лізі чемпіонату країни «Случ» виступав з 1994 по 2000 роки. Найкращими досягненнями клубу стало четверте місце в 1995 і 1996 роках, а також вихід у півфінал кубка України (1996, 1997). У 1994 році «Случ» зайняв друге місце в першому розіграші міжнародного турніру «Біла акація», який проходив в Одесі.
У 1997 році «Случ» завершує чемпіонат на восьмому місці, роком пізніше - на дев'ятому, у 1999 році - на одинадцятому. Навесні 2000 року, зайнявши передостаннє, 13-те місце в чемпіонаті, «Случ» припиняє існування. Влітку 2001 року команду було відроджено під назвою МФК «Случ». У сезоні 2008/09 років він знову розпочав свої виступи в вищій лізі, в якій фінішував на 15-му місці, але через фінансові проблеми відмовився від подальших змагань у вищому дивізіоні українського футзалу (хоча йому дозволили залишитися в ньому). На початку сезону 2009/10 років «Рівне» став фарм-клубом львівського «Кардиналу», який виступав у Вищій лізі. Влітку 2010 року ця команду змінила своє базування й назву й почала виступати під назвою «Кардинал-Рівне». В свою чергу друга команда також змінила назву на МФК «Рівне-ДЮСШ-4».
В останні роки команда виступала в Першій лізі чемпіонату України.

## Досягнення
- Перша ліга чемпіонату України
  -  Чемпіон (1): 1993.

## Зала
Свої домашні поєдинки команда проводить у Залі ДЮСШ-4, що но вулиці Фабричній, 7 у Рівному.